# Eretístids
La família dels eretístids (Erethistidae) és constituïda per peixos actinopterigis d'aigua dolça i de l'ordre dels siluriformes.

## Morfologia
- Presenten quatre parells de barbetes sensorials.[1]

## Distribució geogràfica
Es troba a Àsia: des de Turquia i Síria fins al sud de la Xina i Borneo.

## Gèneres i espècies
- Ayarnangra (Roberts, 2001)[2]
  - Ayarnangra estuarius (Roberts, 2001)[2]
- Caelatoglanis (Ng & Kottelat, 2005)[3]
  - Caelatoglanis zonatus (Ng & Kottelat, 2005)
- Conta (Hora, 1950)[4]
  - Conta conta (Hamilton, 1822)
  - Conta pectinata (Ng, 2005)
- Erethistes (Müller & Troschel, 1849)[5]
  - Erethistes hara (Hamilton, 1822)
  - Erethistes horai (Misra, 1976)
  - Erethistes jerdoni (Day, 1870)
  - Erethistes maesotensis (Kottelat, 1983)
  - Erethistes pusillus (Müller & Troschel, 1849)
  - Erethistes serratus (Vishwanath & Kosygin, 2000)
- Erethistoides (Hora, 1950)[4]
  - Erethistoides ascita (Ng & Edds, 2005)
  - Erethistoides cavatura (Ng & Edds, 2005)
  - Erethistoides infuscatus (Ng, 2006)
  - Erethistoides montana (Hora, 1950)
  - Erethistoides pipri (Hora, 1950)
  - Erethistoides senkhiensis (Tamang, Chaudhry & Choudhury, 2008)
  - Erethistoides sicula (Ng, 2005)
- Hara (Blyth, 1860)[6]
  - Hara hara (Hamilton, 1822)
  - Hara horai (Misra, 1976)
  - Hara jerdoni (Day, 1870)
  - Hara koladynensis (Anganthoibi & Vishwanath, 2009)
  - Hara longissima (Ng & Kottelat, 2007)
  - Hara manipurensis (Arunkumar, 2000)
  - Hara mesembrina (Ng & Kottelat, 2007)
  - Hara minuscula (Ng & Kottelat, 2007)
  - Hara serratus (Vishwanath & Kosygin, 2000)
  - Hara spinulus (Ng & Kottelat, 2007)
- Pseudolaguvia (Misra, 1976)[7]
  - Pseudolaguvia ferruginea (Ng, 2009)
  - Pseudolaguvia ferula (Ng, 2006)
  - Pseudolaguvia flavida (Ng, 2009)
  - Pseudolaguvia foveolata (Ng, 2005)
  - Pseudolaguvia inornata (Ng, 2005)
  - Pseudolaguvia kapuri (Tilak & Husain, 1975)
  - Pseudolaguvia muricata (Ng, 2005)
  - Pseudolaguvia ribeiroi (Hora, 1921)
  - Pseudolaguvia shawi (Hora, 1921)
  - Pseudolaguvia tenebricosa (Britz & Ferraris, 2003)
  - Pseudolaguvia tuberculata (Prashad & Mukerji, 1929)[8][9][10][11][12][13]